# Marine génoise

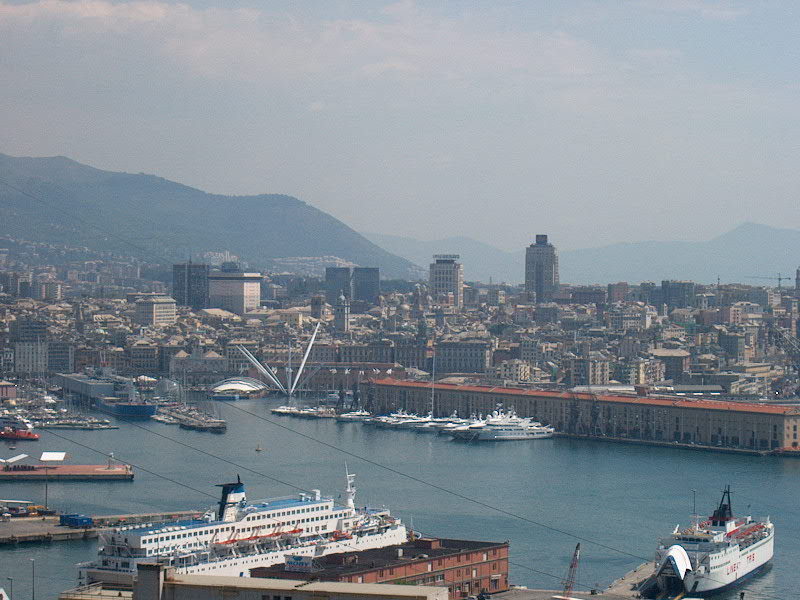
Le vieux port de Gênes, de nos jours.

La marine génoise est le nom générique donné aux navires battant autrefois pavillon de la république de Gênes. Ce terme regroupe tant les flottes militaires que commerciales, longtemps indissociables.

## Une vocation maritime

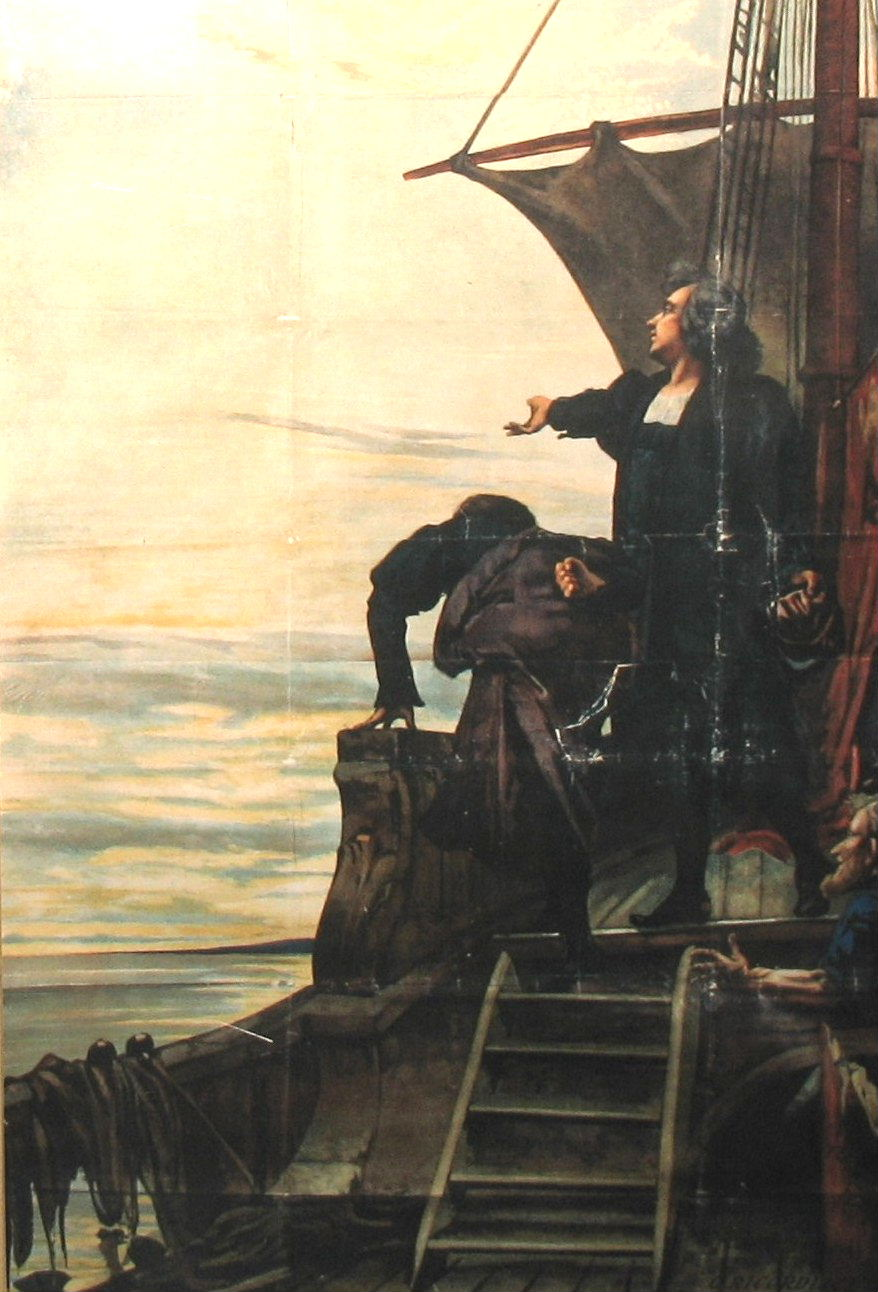
Détails d'une affiche pour l'Exposition Italo-Americana de 1892 à l'occasion du quadricentenaire de la découverte de l'Amérique.

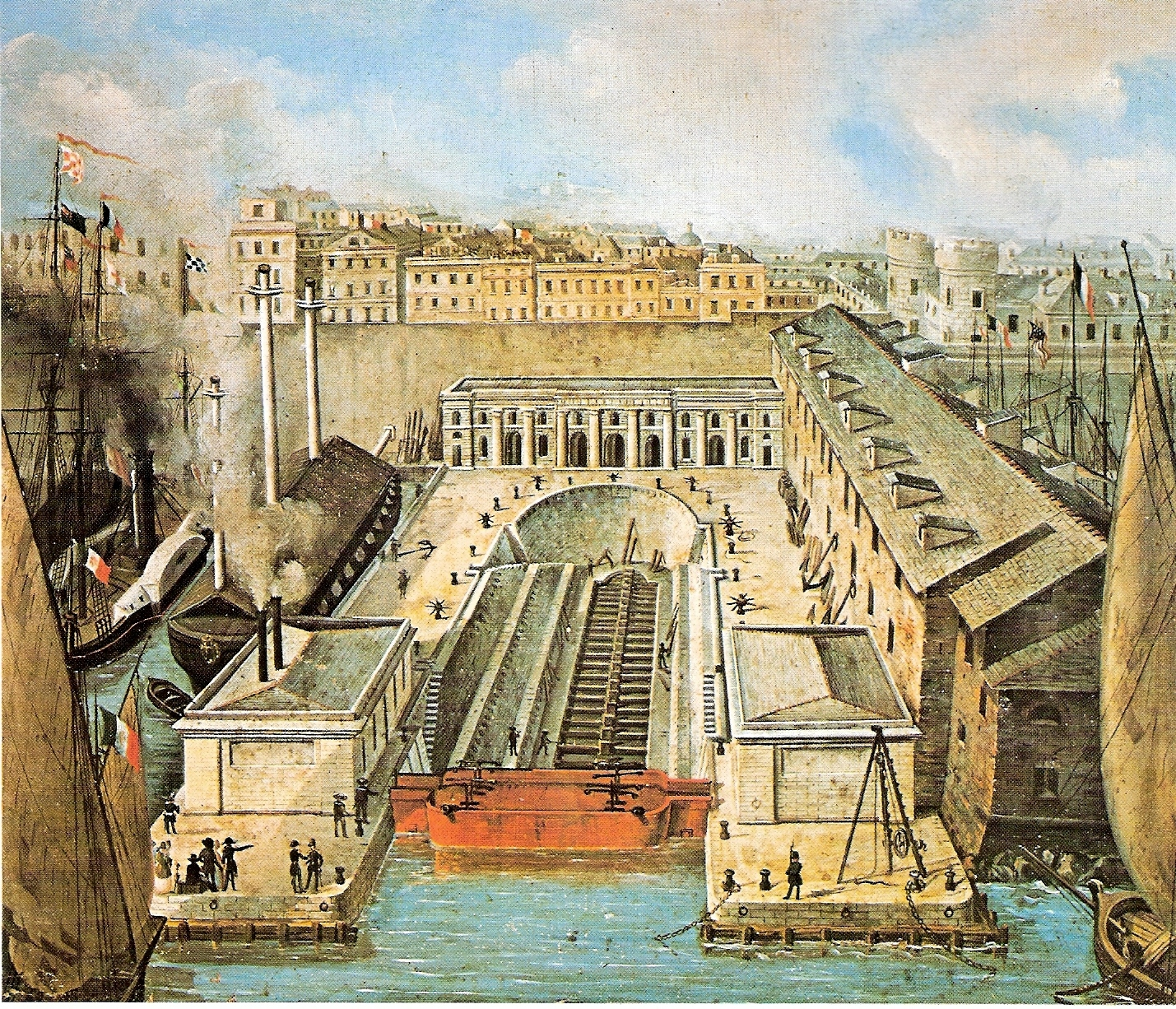
Bassin de carénage de 1851.

La ville de Gênes est aujourd'hui le premier port d'Italie et le second de Méditerranée. Surnommée La Superbe, c'est-à-dire la magnifique et l'orgueilleuse, Gênes fut au Moyen Âge l'une des principales républiques maritimes, avec Venise, Pise et Amalfi. Son surnom et son plus bel éloge lui viennent de Pétrarque qui, vers 1348, écrit qu'elle est :

« Une cité regale, adossée à une colline alpestre, superbe grâce à ses hommes et à ses murs. Dont le seul aspect, la désigne comme la reine des mers. »

En effet, Gênes brilla par ses marins qui étaient aussi d'habiles commerçants, des guerriers vaillants et de hardis explorateurs. Elle est en effet la patrie des frères Vandino et Ugolino Vivaldi, qui les premiers, en 1291, auraient bouclé le tour de l'Afrique par le cap de Bonne-Espérance, mais aussi de Lancelotto Malocello qui découvrit les îles Canaries en 1312 et surtout de Christophe Colomb.

## Organisation de la flotte

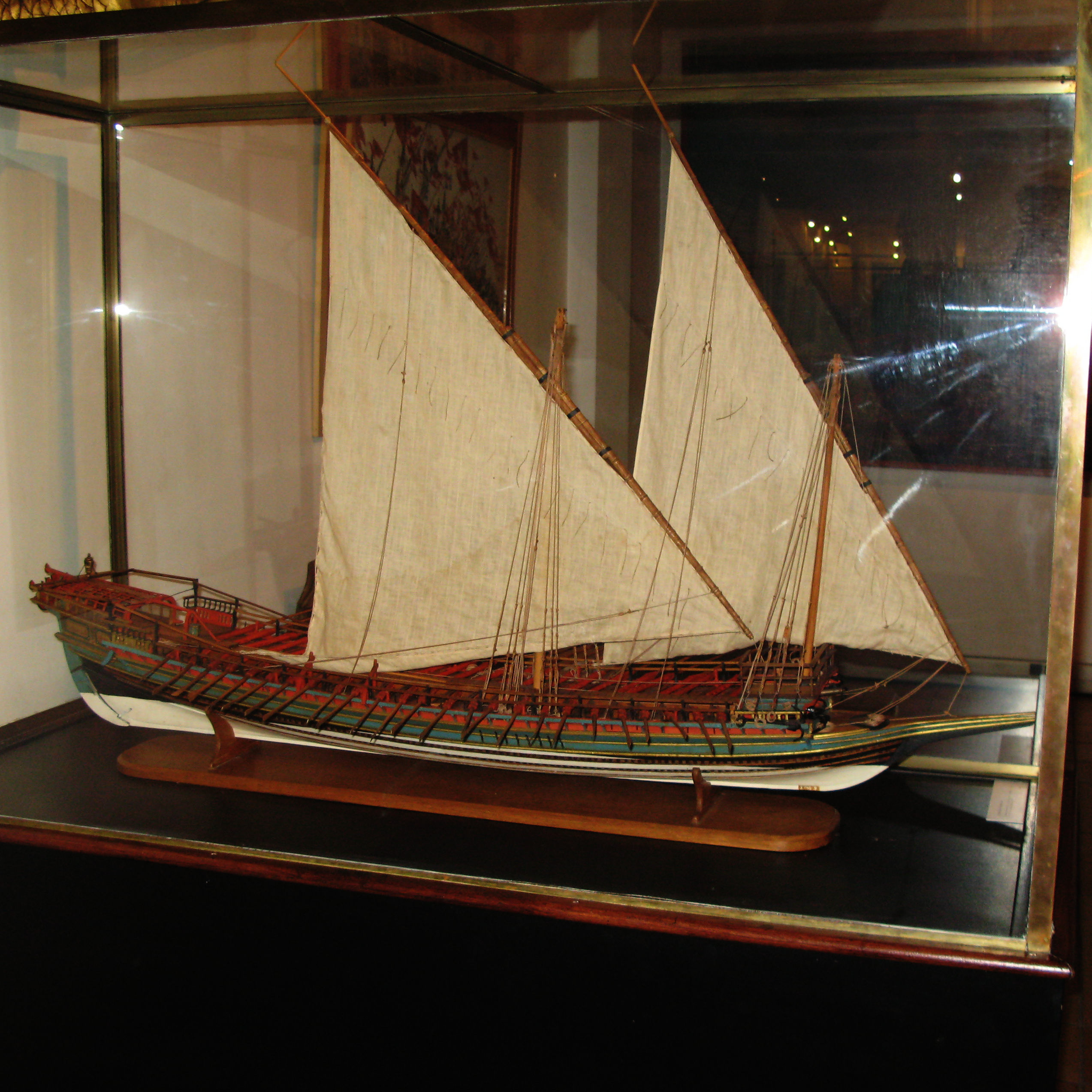
Une galère alla sensile.

À Gênes, contrairement à Venise, il n'exista pas de flotte d'état, pendant très longtemps. Bâtiments de commerce, de course et de guerre étaient tous confondus car tous identiques et ils appartenaient presque exclusivement à des particuliers. Au Moyen Âge, la galère dominait les mers. Chargées de blé, d'épices, d'étoffes, d'or ou d'esclaves, elles sillonnaient les mers, d'Anvers à Alexandrie, de Londres à Trébizonde, pour le compte de leurs armateurs. D'autres, parfois les mêmes, écumaient les mers et pillaient ou rançonnaient les navires qui tombaient entre leurs mains. Les Génois furent de fameux corsaires et pirates, policiers des mers quand ils luttaient contre la piraterie sarrasine. Car si la formule « génois donc marchand » connaît une renommée et une véracité certaine, les intéressés aiment à rappeler que le Génois est belliqueux, vaillant à la guerre et un adversaire farouche.
Dans cette organisation privée, l'état, c'est-à-dire la commune de Gênes jusqu'en 1528, avait le droit de réunir une flotte parmi ces galères particulières et de nommer un amiral, si un conflit survenait.
Après 1528, la République de Gênes nouvellement fondée, possédait une flotte de guerre distincte, équipée en galères, armée par des esclaves et regroupée dans le Magistrato delle Galee, créé en 1559. Les commandants des bâtiments étaient pour la plupart des membres du patriciat -les Magnifiques- désargenté. À sa tête, était le général des galères, issu à l'inverse, des oligarques de premier plan. La chiourme à gérer variait entre 1 200 et 1 500 rameurs. Néanmoins, cette escadre resta toujours une force modeste.

## Histoire

### XIesiècle: la naissance
C'est au milieu du XIe siècle que naît la commune de Gênes par décision impériale et en reconnaissance des services que les Génois ont rendus sur mer. La marine des premiers temps nous est peu connue, constituée d'individus isolés qui agissent séparément. Toujours est-il que Pise et Gênes, aux balbutiements de leurs futures thalassocraties, décident de s'allier et de mener une croisade afin de libérer la Corse et la Sardaigne du joug sarrasin. Plus de vingt années de combats sont nécessaires pour rendre les îles à leurs véritables souverains, le pape qui en confie alors l'administration à Pise par l'intermédiaire de son évêque. Alors, entre Pise triomphante et Gênes lésée s'ouvre un conflit sanglant qui durera près de deux siècles.
Mais, dans l'immédiat, les Génois ne contestent pas la possession des deux îles - où ils sont quand même solidement implantés- aux Pisans. Ce siècle, comme le suivant, est le grand siècle des corsaires génois. Ceux-ci pillent et rançonnent les navires musulmans sans toutefois agir au nom d'un État particulier mais pour leur propre compte. Ainsi, les terres qu'ils conquièrent n'appartiennent pas à la commune de Gênes, mais leur appartiennent en propre. Parfois, ces pirates obtiennent l'investiture pour leurs domaines en échange de leur protection maritime. La Sicile, notamment, est la base principale des pirates génois. Ceux-ci vivent en rois à Messine, à Syracuse et ailleurs, avant l'arrivée des Normands. Après l'arrivée de ces derniers, la situation ne change guère, le royaume de Sicile ayant besoin d'une marine, il la trouve parmi les Génois installés en Sicile. De Sicile, les corsaires génois s'étendent jusqu'en Orient en passant par Malte qu'ils tiennent fermement pendant deux siècles.
Mais la grande affaire de ce siècle est la « première croisade » à laquelle les Génois prennent une part active. Après avoir transporté de nombreux croisés, les marins génois se constituent en compagnies d'arbalétriers et marchent à l'intérieur des terres. À Antioche en 1098 et à Jérusalem en 1099, les Génois démontent leurs galères pour en faire des engins de siège sans lesquels la victoire eut été irréalisable. Ainsi, Guglielmo Embriaco, consul des Génois, est l'un des premiers à pénétrer dans la ville sainte. En récompense de leurs services, les Génois rapportèrent de Terre-Sainte une coupe, passant pour être le Saint-Graal ainsi qu'une position prépondérante sur les marchés orientaux. À son retour, Guglielmo Embriaco reçut les honneurs du triomphe.

### XIIesiècle: la conquête
Le XIIe siècle n'est guère différent du précédent. Les Génois sont maîtres en Sicile, à Malte et ils commencent à intervenir en Espagne pour aider les troupes de la Reconquista, comme à Almeria en 1147 où ils s'emparent de la ville pour le compte du roi de Castille. C'est que les Génois sont désormais connus comme les meilleurs arbalétriers du monde et leurs services sont très demandés.
En Orient, les tensions s'exacerbent avec les autres Italiens présents en Terre-Sainte. Tandis que les Vénitiens dominent en Palestine et auprès des Templiers, les Génois sont prépondérants en Syrie et auprès des Hospitaliers. S'ensuivent différents conflits entre les deux cités-états. Enfin, Génois et Pisans commencent à faire leur entrée sur le marché colossal que représente l'empire byzantin, et en mer Noire. Les frictions entre Pise, Venise et Gênes sont nombreuses et à une époque où une insulte suffit à provoquer une bataille navale, les affrontements sont légion.
En 1123, le pape Calixte II, préfère l'évêque de Gênes à celui de Pise pour nommer les évêques de Corse. Son successeur fait volte-face et ainsi de suite sous plusieurs pontificats. Malgré un partage équitable des six évêchés, le grand conflit entre Gênes et Pise commence, conflit sanglant ayant pour enjeux la Corse bien sûr, mais aussi la Sardaigne et plus largement, le contrôle de la mer Tyrrhénienne.
C'est que la Corse intéresse en fait peu Gênes. L'île ne produit pratiquement rien, tout y est consommé sur place et les rares exportations ne partent pas pour Gênes mais plutôt pour les maremmes de Toscane, vers Pise donc. L'intérêt est stratégique. Outre le bois - un des meilleurs de Méditerranée - pour les constructions navales, il est indiscutable que la nation qui possède la Corse est en mesure d'exercer le blocus de Gênes, ce que les Génois ne peuvent naturellement autoriser. De plus, l'île offre de merveilleux débouchés pour les produits manufacturés génois.

### XIIIesiècle: la grandeur
Le XIIIe siècle est ponctué par de grandes guerres dans lesquelles Gênes est d'abord vaincue. Se jouent toujours, la domination de la mer Tyrrhénienne avec Pise et du commerce avec l'Orient avec Venise.
Les Génois sont toujours largement implantés en Sicile où ils forment l'ossature de la marine impériale, mais là-bas aussi, ils doivent lutter contre les Pisans. De plus, l'empire colonial et commercial génois prend forme, s'organise. En 1261, le traité de Nymphée — même s'il n'est pas respecté — fait de Gênes le principal allié et partenaire de Byzance et dès lors son empire s'affirme et se développe. Celui-ci possède trois formes : les dominations officielles, cités-colonies, plus ou moins autonomes et peuplées par des milliers de Génois, comme Caffa en Crimée ou Pera et Galata à Byzance ; les fiefs, donnés à de grandes familles génoises ou à de grandes banques, comme l'île de Chios, possession des Giustiniani jusqu'en 1566, Cadix avec Benedetto Zaccaria ou la Corse avec la Maona puis la banque de Saint Georges ; enfin, les contado, quartiers fortifiés n'appartenant pas officiellement à Gênes mais peuplés de Génois et régis par un consul qui applique la loi génoise. Il en existe partout, en Afrique du Nord et en Espagne notamment.
À ce propos, voilà comment s'exprimait l'Anonyme génois en 1274 :

« Les Génois sont tellement nombreux et tellement répandus dans le monde entier que là où ils vont ou là où ils s'installent ils forment une nouvelle Gênes »

— De la condition de la cité de Gênes, Antoine-Marie Graziani, Histoire de Gênes, Fayard 2009.
Enfin, la fin du siècle s'achève sur une note glorieuse. En 1284, a lieu la bataille de la Meloria. C'est un véritable triomphe pour Gênes qui obtient alors la Corse, la Sardaigne, Livourne et d'autres terres. Pour Pise en revanche, c'est l'anéantissement. La cité toscane ne s'en relèvera jamais. La défaite est si grave qu'un proverbe d'alors disait : « Qui veut voir Pise, aille à Gênes. », en référence au nombre de prisonniers pisans enfermés dans les prisons génoises. Oberto Doria, l'amiral génois est fêté en triomphateur.
Après cet épisode glorieux, la guerre reprend avec Venise et celle-ci s'achève en 1297 avec la bataille de Curzola, succès tactique encore plus éclatant que la Meloria. Venise est écrasée, son amiral est tué, le fils du doge se suicide, la flotte est capturée puis incendiée. Lamba Doria, le propre frère d'Oberto, reçoit lui aussi les honneurs du triomphe, triomphe auquel participent plusieurs milliers de prisonniers vénitiens. C'est à cette occasion que Marco Polo est capturé. Celui-ci dictera son Livre des Merveilles à un prisonnier pisan, dans les geôles génoises. Mais Venise n'est pas morte, loin de là. La cité des lions possède ce qui manque tant à Gênes, la présence d'un État, d'une constitution, d'un corps civique uni, apte à gérer les crises les plus graves. Gênes ne dispose pas de cet atout et les succès particuliers, loin de la renforcer la menacent de l'intérieur.
Les raisons de la victoire de Gênes sur ces deux redoutables concurrentes s'expliquent de manière tactique. D'une part, Vénitiens et Pisans possèdent des navires obsolètes, d'autre part, les Génois sont de fins tacticiens, reprenant à leur compte les tactiques byzantines notamment la conservation d'une force de réserve qui se jette dans la mêlée au dernier moment pour emporter la décision. Il est étonnant de constater que dans ses deux grandes batailles, les plus grandes du Moyen Âge, les Génois sont à chaque fois largement dépassés en nombre. Sur le plan technique, Gênes dispose alors d'un avantage considérable, les galee alla sensile. Mise au point par un aventurier, amiral, ingénieur et mercenaire génois, Benedetto Zaccaria, ces galères, où chaque rameur - volontaire à cette époque - manie une seule rame et se trouve sur le pont découvert - contrairement aux trirèmes et birèmes adverses - sont plus légères, plus rapides, plus maniables et moins chères. L'habileté du corps des arbalétriers génois embarqué sur ces redoutables vaisseaux fait aussi la différence.

### XIVesiècle: la gloire
L'aube du XIVe siècle trouve Gênes en pleine gloire. Elle domine les mers et son commerce est florissant. De grands amiraux s'illustrent, tant dans les rangs de sa propre marine que dans ceux des puissances qui les emploient. La colonisation de la mer Noire bat son plein, Caffa par exemple, est reconquise en 1312 et se développe rapidement. Les marins génois entrent en lutte avec les Grecs de Trébizonde pour le monopole des débouchés de la route de la soie. En effet, depuis que Byzance sombre chaque jour un peu plus, la route de la soie qui autrefois y prenait fin, aboutit désormais à Trébizonde et en mer d'Azov où les Génois en sont les premiers bénéficiaires. À Constantinople, les quartiers génois de Pera et de Galata sont désormais aussi importants que la ville des Césars et le trafic du port génois dépasse largement ceux des ports grecs. Les Génois se sont installés aussi sur le Danube où ils tiennent des cités fortifiées, ils contrôlent de plus les routes terrestres qui mènent à Caffa afin de se prémunir d'un blocus des détroits. Les Génois ont aussi conquis Chios, Lemnos, Phocée dont ils ont le monopole de l'alun, en somme, ils possèdent toute l’Égée orientale. Ils exercent en outre leur protectorat sur le royaume de Chypre dont la capitale, Famagouste, leur appartient en pleine souveraineté.
Mais la domination de Gênes qui connaît alors un premier apogée militaire n'est pas incontestée. Durant ce siècle, Gênes affronte Venise dans trois grandes guerres parmi les plus sanglantes du Moyen Âge. Au centre des enjeux, est la domination de la mer Noire et plus particulièrement de l'île de Ténédos dont la position à l'entrée des Dardanelles offre à qui la possède l'accès exclusif à la mer Noire. Ni Gênes ni Venise ne peuvent se permettre de laisser cette île en de mauvaises mains. Des deux premiers conflits, les deux cités sortent exsangues. Sur mer, Gênes obtient un léger avantage mais les paix ne sont que des armistices et Gênes ne peut vaincre du fait des dissensions et des luttes de factions qui l'agitent. Le régime du dogat instauré en 1339 ne parvient pas à offrir à la commune de Gênes une stabilité plus que nécessaire. Enfin, de 1378 à 1381 se déroule la terrible guerre de Chioggia entre les deux sœurs ennemies. En 1380, le triomphe génois semble certain. La flotte génoise campe à Chioggia à quelques kilomètres de Venise, dans la lagune même. Du côté de la terre, une grande coalition menée par le roi de Hongrie assiège la cité des Doges. Venise est aux abois, la terreur s'instaure dans les esprits et l'amiral génois, Luciano Doria annonce fièrement qu'il passera bientôt les rênes aux chevaux de saint Marc. Mais c'est sans compter la fortune des armes qui décide des combats. Lors de l'assaut final, contre toute attente, les Vénitiens reçoivent le secours d'une petite escadre commandée par un hardi capitaine et Luciano Doria périt. Pour les Génois c'est la débâcle, leur marine est pratiquement détruite et s'ils peuvent la reconstruire, ils ne sont plus en mesure de lutter car la guerre civile a éclaté à Gênes. La paix que consacre le traité de Turin (1381) est plutôt avantageuse pour Gênes mais les luttes fratricides finissent d'achever ce que les armes vénitiennes avaient commencé. Gênes ne s'imposera plus jamais comme l'une des plus grandes puissances du monde.
L'échec génois paraît devoir beaucoup aux luttes factieuses qui sapent la cité de l'intérieur, mais il s'explique aussi par le fait que Gênes doit combattre sur deux fronts. Tandis qu'elle combat Venise, Gênes doit se défendre contre la puissante flotte aragonaise qui lui dispute la Corse et la Sardaigne. En effet, à la fin du XIIIe siècle, le pape confia à Charles d'Anjou la couronne du royaume de Naples et pour dédommager ses concurrents aragonais, ce même pape fit du roi d'Aragon, le roi de Corse et de Sardaigne alors que ces îles appartenaient alors aux Génois et aux Pisans. Commença alors un long conflit qui ne sera réglé qu'en 1528 avec l'alliance hispano-génoise. Les Génois perdent tout d'abord la Sardaigne dont ils sont chassés en 1320 et la marine génoise doit s'acharner à conserver la Corse qui, après deux siècles de luttes acharnées restera génoise.
Néanmoins, après 1381, la cité du griffon connaît une profonde décadence qui entraîne naturellement le déclin de sa marine de guerre.

### XVesiècle: la décadence
Le XVe siècle est marqué, pour la marine génoise, par le long combat contre l'Aragon qui se poursuit et fait de nombreuses victimes. La cité connaît une ribambelle de maîtres différents, rois de France, ducs de Milan ou encore doges éphémères. La marine marchande cependant se porte relativement bien puisqu'elle égale celle de Venise et que 1453 est considéré comme un nouvel apogée commercial. La marine militaire aussi prouve sa valeur, mais elle agit le plus souvent pour d'autres que les Génois. Ainsi le 5 août 1435, Girolamo Asseretto, amiral génois écrase la flotte aragonaise et fait prisonnier le roi d'Aragon, Alphonse V en personne. La marine génoise gagne encore des lauriers durant cette période d'anarchie.

### XVIesiècle: le renouveau
Ce siècle commence mal pour Gênes, politiquement négligeable mais convoitée pour son immense potentiel maritime et commercial. Française au début, sous domination habsbourgeoise à la fin du siècle, la ville ne cesse de changer de mains jusqu'en 1528. Dans les guerres d'Italie mais bien plus, dans le grand conflit entre les Valois et les Habsbourg, la victoire appartient à celui qui possède Gênes, car qui tient Gênes tient Milan et la route des Flandres. Pour la France, posséder Gênes revient à conserver Milan et couper Charles Quint de ses chères Flandres. Pour les Espagnols et Impériaux, il s'agit de conserver Gênes pour pouvoir combattre la France simultanément sur deux fronts. La possession de Gênes est en fait, directement ou indirectement, l'enjeu stratégique central des guerres d'Italie.
Durant cette période, la flotte militaire génoise est inexistante. Mais les Génois, en habiles condottiere arment des galères dont ils offrent les services au plus offrant. Très vite, le grand Andrea Doria acquiert une réputation de grand capitaine et sa flotte privée devient la principale force de Méditerranée occidentale. Tant qu'il sert François Ier, les Espagnols sont en difficultés mais, approché par ces derniers et mal récompensé par le roi de France, Andrea Doria fait volte-face et prend parti pour Charles Quint au début de 1528. En échange, le Génois a demandé carte blanche pour reconstruire Gênes. Il y fonde une république nouvelle, incroyablement plus stable que la précédente et qui, insérée au cœur du système habsbourgeois connaît rapidement un nouvel apogée et une splendeur inégalée, à tel point que l'on parle de « siècle des Génois » pour les années entre 1550 et 1630. La flotte d'Andrea Doria a alors fort à faire, contre les Français ou contre les Turcs. Elle déploie habileté et courage et récolte la gloire. Parfois, Gênes commande à cette flotte mais Andrea Doria est jaloux de son pouvoir et ses liens privilégiés avec l'Empereur, qui lui voue une reconnaissance éternelle, le rend intouchable [Partie confuse, phrase à clarifier]. Ainsi, les Français, dans leur énième tentative de couper la route des Flandres et de reconquérir l'Italie du Nord, tente l'invasion de la Corse en 1553 car qui possède la Corse tient Gênes etc. Les combats sont acharnés entre la flotte d'Andrea Doria, les partisans corses et les troupes du roi de France et durent de 1553 à 1559. Finalement, la Corse reste génoise.
Enfin, les Génois participent à Lépante en 1571. La république de Gênes n'aligne certes que deux galères mais la flotte de Gian Andrea Doria, petit-neveu et héritier du grand Andrea Doria, représente le tiers des forces de la Ligue.
Pour finir, c'est lors de ce siècle que le jeans, rapporté d'Orient, fait son apparition dans les rangs de la marine génoise qui en équipe son personnel car c'est un tissu qui peut se porter même mouillé.

### XVIIesiècle: l'abandon de la mer
Au XVIIe siècle, la marine génoise connaît de nombreux essais, tâtonnements, espoirs qui tous avortent et consacrent l'abandon de la souveraineté sur la mer à d'autres. L'escadre de la république, d'une demi-douzaine de galères fit l'objet de nombreux projets souhaitant l'accroître, dans le but officiel soit d'aider Venise en guerre avec les Turcs soit d'intimider les Français mais l'objectif principal était en fait de libérer Gênes de la pesante tutelle espagnole. Ces projets étaient portés par un parti dit « républicain », « navaliste » ou encore « pro-français ». Ce parti comptait dans ses rangs des membres éminents du patricien, nobles anciens pour la plupart, à l'exception des Brignole.

## Marins illustres
- Guglielmo Embriaco, (né en 1040), consul des Génois sans lequel la réussite de la première croisade n'eut pas été possible,
- Oberto Doria (mort en 1295), vainqueur des Pisans lors de la bataille de la Meloria,
- Lamba Doria (1245-1323), son frère, vainqueur des Vénitiens lors de la bataille de Curzola,
- Benedetto Zaccaria (1248-1307), génial aventurier, ingénieur, amiral et homme d'état génois, amiral de Philippe le Bel,
- Ugolino et Vadino Vivaldi, qui, les premiers, en 1291, auraient bouclé le tour de l'Afrique par le cap de Bonne-Espérance,
- Lancelotto Malocello qui découvrit les îles Canaries en 1312,
- Christophe Colomb (1461-1514), découvreur de l'Amérique en 1492 et vice-roi des Indes,
- Andrea Doria (1466-1560), condottiere et amiral génois, restaurateur de la république de Gênes en 1528,
- Gian Andrea Doria, son neveu,
- et bien d'autres...